# パリオCITY
パリオCITY（パリオシティ）は、福井県福井市松城町にあるショッピングセンター。主に福井県内でスーパーマーケットなどを展開するヤスサキグループが中核店舗になっている複合商業施設である。
なお、パリオCITYのロゴマーク表記はアルファベットのIのみが小文字となっているが（公式サイトを参照）、アルファベットすべてが大文字で表記されるのが正式である。

## 概要
1989年（平成元年）11月22日、福井県内では初めてとなる地元資本主導によるショッピングセンターとして開業した。国道8号（福井バイパス）沿いに位置しており、旧福井県木材市場の跡地に整備された。地上4階建ての複合商業施設で、1階から3階までが店舗、4階と屋上が駐車場となっている。施設はヤスサキと東部商業開発事業協同組合が共同所有しており、後に開業するフェアモール福井においても共同所有形態が採用されている。当施設とフェアモール福井との関係は、ショッピングシティベルや西武福井店などの福井県内の商業施設とともに「オールフクイ実行委員会」に参加して共同キャンペーンを展開している（公式サイトも参照）。
開業当時の正式名称はイーストモール・パリオであったが、2002年（平成14年）4月に改装された後は現在のパリオCITYが正式名称となった。

## 主な入居テナント
現在のテナントの詳細は、公式サイトのショップガイドを参照。
1階
- Yasusaki グルメ館
- まいもん
- 暮らしの専門店
- 福井市東サービスセンター（店舗外、福井市役所市民生活部）

2階
- Yasusaki ファッション館
- ファッション専門店
- モーリーファンタジー（ゲームコーナー）
- MOKUiKU（木育エリア、フードコート跡地に開設）[3]

3階
- ダイソー（ヤスサキFC）
- トイザらス
- 神戸クック ワールドブュッフェ (三洋堂ホールディングス、旧運営会社の経営破綻に伴い同社が継承) [9][10]

### 過去の主なテナント
- TSUTAYA book store（旧・パリオ書店）
- タカラブネ
- スガキヤ
- ドムドムハンバーガー
- タコタイム（タコスのファーストフードチェーン）

## アクセス
公共交通機関（路線バス）
特記がないものは京福バスの路線で、福井駅発着。
- 52・51系統 済生会問屋団地線で「パリオ前」バス停下車。
- 36系統 県立病院丸岡線で「八幡神社前」バス停下車。
- 39系統 大和田丸岡線で「八幡神社前」バス停下車。

福井市地域コミュニティバス OKABO（京福バスに委託運行、日曜日・祝日運休）
- 岡の泉号（岡保公民館発着）またはコシヒカリの里号（喜ね舎発着）で「パリオ前」バス停下車。

自動車
- 北陸自動車道福井ICまたは福井北ICより約10分。